# بیلکا (بلغارستان)
بیلکا (به بلغاری: Bilka) یک منطقهٔ مسکونی در بلغارستان است که در Ruen واقع شده‌است.